# Judith Becker
Judith Becker (* 1971 in Schwelm) ist eine deutsche evangelische Theologin und Hochschullehrerin.

## Leben
Nach dem Studium der Evangelischen Theologie, Philosophie und Geschichte in Bochum, Wuppertal und Paris, dem ersten Theologischen Examen 1999, der Promotion 2006 zur Dr. theol. an der Ruhr-Universität Bochum, war sie 2006/2007 Assistentin am Lehrstuhl für Historische Theologie an der Ruprecht-Karls-Universität Heidelberg, bevor sie von 2007 bis 2017 als Wissenschaftliche Mitarbeiterin am Leibniz-Institut für Europäische Geschichte wirkte. Sie habilitierte sich 2014 am Fachbereich Evangelische Theologie an der Johannes Gutenberg-Universität Mainz und ist seit 2017 Professorin für Neuere Christentumsgeschichte an der Theologischen Fakultät der Humboldt-Universität zu Berlin.
Ihre Forschungsschwerpunkte sind Ökumene im 19. und frühen 20. Jahrhundert: Einheitskonzeptionen zu Zeiten des Nationalismus, europäische Religion in außereuropäischen Kontaktzonen: Missionsgeschichte, Bekehrung und Konversion, reformierte Konfessionsbildung, Glaubensmigration und evangelische Kirchenordnungen der Reformationszeit.

## Schriften (Auswahl)
- Gemeindeordnung und Kirchenzucht. Johannes a Lascos Kirchenordnung für London (1555) und die reformierte Konfessionsbildung. Boston 2007, ISBN 90-04-15784-0.
- (Hg.): European missions in contact zones. Transformation through interaction in a (post-)colonial world. Göttingen 2015, ISBN 3-525-10141-4.
- Conversio im Wandel. Basler Missionare zwischen Europa und Südindien und die Ausbildung einer Kontaktreligiosität, 1834–1860. Göttingen 2015, ISBN 3-525-10137-6.
- mit Katharina Stornig (Hg.): Menschen – Bilder – eine Welt. Ordnungen von Vielfalt in der religiösen Publizistik um 1900. Göttingen 2018, ISBN 3-525-10156-2.